# Cherish (Madonna-dal)
A Cherish című dal Madonna amerikai énekesnő harmadik kimásolt kislemeze negyedik Like a Prayer című stúdióalbumáról. A dalt Madonna és Patrick Leonard írta, melyet a Sire Records jelentetett meg 1989. augusztus 1-én. A "Cherish" a szeretetről, és a kapcsolatokról szól, melyet William Shakespeare "Rómeó és Júlia" című műve inspirált. A dalt továbbá az amerikai 60-as évek együttese a The Association  inspirálta a zeneileg doo-wop stílusú pop dalt. A kritikusok könnyed dalnak tekintik a szerzeményt, mely olyan hangszereket tartalmaz, mint a dobgép, ütőhangszerek, billentyűs hangszerek, és szaxofon. Lírai szempontból a dal Madonna szeretőjéről, az odaadásról, és ígéreteiről beszél, hogy mindig mellette áll. A "Cherish" szerepel az 1990-ben megjelent The Immaculate Collection című válogatáslemezen, és a 2009-ben megjelent "Celebration" címűn is.
A dal pozitív visszajelzéseket kapott, és a zenekritikusok meglepődtek a dal tartalmától, és világosabb zenei képétől Madonna zenéjében, a Like a Prayer korábbi kiadott kislemezeivel szemben, mely olyan témákat tárgyalt, mint a vallás és a szexualitás. Összehasonlították az egyes dalszövegeit a Rómeó és Júlia egyes soraival. A "Cherish" kereskedelmileg sikeres volt, mely a kanadai slágerlistán első helyezett volt, valamint Ausztrália, Belgium, Írország, és az Egyesült Királyság kislemezlistáinak is az élvonalában szerepelt. Az Egyesült Államokban a dal a Billboard Hot 100-as listán a 2. helyezést érte el, mely rekord volt az egymás után megjelent Top 5-ös dalok között a 16 év során.
A fekete-fehér videoklipet Herb Ritts rendezte, és a Kaliforniai Paradise Cove Beach-on vették fel Malibuban. Madonna saját magát játssza a klipben, miközben három mermennek öltözött férfi úszik ki a tengerből. Az akadémikusok megjegyezték, hogy a mermen a homoszexuális közösség és az elnyomás szimbólumává vált. Madonna a dalt a Blond Ambition World Tour-on adta elő 1990-ben, ahol mermennek öltözött táncosok körében énekelt. Szimbolizmusával látta, hogyan szexualizálja az embereket, engedve őket a vágyakhoz.

## Előzmények
A "Cherish"-t Madonna és Patrick Leonard írta a Like a Prayer című harmadik stúdióalbumra. A dal a szeretetről és a kapcsolatokról szól, melyet William Shakespeare Rómeo és Júlia című műve inspirált. Madonna a Speed the Plough, című Broadway show próbája közben olvasta a Rómeó és Júliát, amelyben 1988-ben szerepelt. A Like a Prayer album felvételeinek harmadik napján mutatta be Madonna Leonardnak a "Cherish" dalszövegeit, és azt mondta róla, hogy egy napsütéses délután a tengerparton írta, azonban később beismerte, hogy a sminkes szobában született a dal. "Szuper-pozitív lelkiállapotban írtam a dalt" – emlékezett vissza Madonna. Leonard bemutatta a 60-as évek egyik együttesének hasonló című dalát, melyben a "Cherish the world I use" című dalszöveg szerepelt. Ezután döntött úgy Madonna, hogy felveszi az albumra. A kislemezen egy korábban ki nem adott dal a "Supernatural" szerepelt, melyet eredetileg a harmadik True Blue című albumra szántak, de végül 1989-ben vették fel. 2009-ben Madonna a Rolling Stone újsággal készített interjú során elmondta, hogy soha nem tudta megjósolni, hogy dalai sikeresek lesznek-e, függetlenül személyes véleményétől. Példaként megemlítette a "Cherish"-t, mint az egyik legmagasabb szintű dalát, melyet ő írt, és kereskedelmileg sikeressé vált. A dal felkerült az 1990-es The Immaculate Collection és a 2009-es "Celebration" című válogatásalbumokra is.

## Összetétel
A "Cherish" egy doo-woop stílusú dal, mely a B. oldal első száma a Like a Prayer című stúdióalbumon. A dal szintetizátorok és billentyűs hangszerekkel kezdődik, és Madonna többször énekli a "Cherish, Cherish" szót. Ezt követi a dobgép, majd ütőhangszerek és gitárok kísérik az éneket. A "Cupid please take your aim at me" szövegeket a billentyűzet kísér. A dobok megváltoztatják a ritmust, és Madonna belekerül a kórusba: "Cherish the joy/of always having you here by my side" szöveg hangzik el a háttérvokál és a basszusgitár kíséretében. A második verse ugyanúgy folytatódik, mint amikor Madonna a Rómeó és Júliát énekelte: "Romeo and Juliet/they never felt this way I bet/So don't underestimate my point of view."
A második kórus befejezésekor egy szaxofon hangja játszik, amikor Madonna a hallgatóhoz szól: "Who? You! Can't get away, won't let you" melyet a Leonard's Association ihlette sor vezet. A háttérének továbbra is ismétli a szavakat, és kürt hangja hallatszik B minorban. A dob és az ütőshangszerek hangjai újraindulnak, és a refrént kétszer éneklik mielőtt elhallgat. Az Alfred Publishing Co. Inc. kottái szerint a "Cherish" közepesen gyors 130 BPM / perc ütemű dal D majorban. Madonna hangja A 3 – D5 között helyezkedik el. A dal követi a G / D- D-Em 7 – D sorozatot az elején akkord progresszióként, mely a versek során D – DM – C – Em 7-re változik, és G – D / G – A – D irányban vált /  F ♯ a kórusban.
A "Cherish" dalszövegei alapján egy egyszerű szerelmes dal, melyben Madonna az odaadásról, és a szeretőjéről énekel, akit soha nem hagy el. Thomas Sebeok szerint a "Cherish" gerincét a korábbi romantikus pop slágereivel építik fel, úgy mint "Cupid" (Sam Cooke), "You are my Destiny" (Paul Anka), és az "I Can't Let Go" (The Hollies) dalainak első versei. Míg más versékben olyan szavak hangzanak el, mint a "Burning Love" (Elvis Presley), és a "Two Hearts" (Bruce Springsteen). Richard Burt a Shakespeare After Mass Media szerzője arra a következtetésre jutott, hogy a Rómeó és Júlia és az "I Can't Let Go" vonalak alatt felváltva áll az önbizalom és a függőség. Sal Cinquemani a Slant magazintól úgy érezte, hogy a "Cherish" egy sugárzó dal, mely a 60-as évek popzenéit idézi, és a Like a Prayer album egyik legfontosabb dala.

## Kritikák
Wayne Robins a Newsday-től úgy gondolta, hogy a "Cherish" példája annak a véletlenszerű popnak, melyet akkor kapunk, ha a posztmodern író William Burroughs a Top 40 rádióállomás műsor vezetője. Burt összehasonlította a dalt a Shakespeare általi Júlia által beszélt párbeszédekkel, és több hasonlóságot is talált benne. Úgy mint a "Sweet so would I, Yet I should kill thee with much cherishing" szöveg. Allen Metz a The Madonna Companion szerzője úgy érezte, hogy a "Cherish" mint a Like a Prayer című album B. oldali nyitó dalaként megerősítette azt az édes, és boldog romantikát, mely hiányzik az album A. oldaláról, majd hozzáteszi: "Ami a pop gyermeke, mint a templom, Madonnát a zene gyógyító ereje felé állítja helyre, mely ebben az esetben a klasszikus édes soul zene keveredése az LA pop modernitásával.
J.D. Considine zenekritikus miközben a Like a Prayer című albumot jellemezte, kiemelte a dalt a hatékony egyensúly megteremtése érdekében, ellentmondva annak könnyed természetéről a következő Oh Father című dal traumájával együtt. Considine retro rock hivatkozásokat is talált a dalban. Freya Jarman-Ivens a Madonna Drowned Worlds szerzője úgy érezt, hogy a dal az utolsó Madonna dal, melyben a tiszta romantikáról esik szó. "Időről időre vissza kellene térni a képlethez, de azt hiszem, hogy ezen túlment a dal" – tette hozzá Jarman-Ivens. Carol Clerk a Madonnastyle szerzője megjegyezte, hogy a dal frissítő jellege különösen figyelemre méltó az előző Express Yourself és az Oh Father című dalok között.
Maria Raha, a  Cinderella Big Score: Punk Women and Indie Underground című könyvében azt írta, hogy a dal tele volt kísérteties dalszövegekkel. Andy Goldberg a Jerusalem Post-tól elmondta, hogy a "Cherish" visszavitte Madonna a régi helyére, melyben az élénk basszusgitár hangok a korábbi slágereit idézik. Kevin Phinney az ausztrál amerikai állampolgár meglepte Madonna hozzáállását a dalhoz, mert nehezen tudta elhinni, hogy ezt ő írta. Phinney majd ezt mondta, hogy szeretné, ha Madonna érettebb irányba menjen, és zenét írjon a "Cherish"-hez. Richard Harrington kifejtette, hogy míg a "Like a Prayer" olyan témával foglalkozik, melyek megnyitják a szívét, addig a "Cherish" olyan témákkal foglalkozik, mely közel áll szívéhez. Ezt a nézetet osztja Ian Blair a Chicago Tribune-től is, aki a dalt úgy kategorizálta, melyet a boldog szerencsés szerelmesek és álmodozók számára írtak.
A Dallas Morning News – Lennox Samuels szerint a dal egy könnyed témát ölel fel, és gratulált Madonnának és Leonardnak a dalhoz, mondván nem ragadt le a személyes tárgyú daloknál. Dale Anderson a The Buffalo News-től azt állította, hogy a dal Madonna egyik legfeledékenyebb dala lesz, bár reménykedett benne, hogy nem így lesz. Ezt a véleményt osztotta Don McLeese is, a Chicago Sun-Times-től, aki hozzátette, hogy a "Cherish" abban az időben nem volt várható Madonnától, és csalódott is volt McCleese amiatt, hogy Madonna visszatért a "happy-go-lucky, lovely-dovely" képhez, mely nem egyezett önképével. Dan DeLuca a The Philadelphia Inquirer-től miután megtekintette Madonna 2001-es Drowned világturnéján, ahogy előadta a "Cherish"-t, összehasonlítva azt Chris Robinson dalaival, akiről humorosan megjegyezte, hogy "csak melegként énekel valami ilyesmit". Lucy O'Brien a Madonna: Like an Icon szerzője úgy érezte, hogy a dal jellemző Madonna korábbi törekvéseire, és jobban illett volna Madonna harmadik True Blue című stúdióalbumára, melyek elsősorban a romantikával foglalkoztak.

## Sikerek

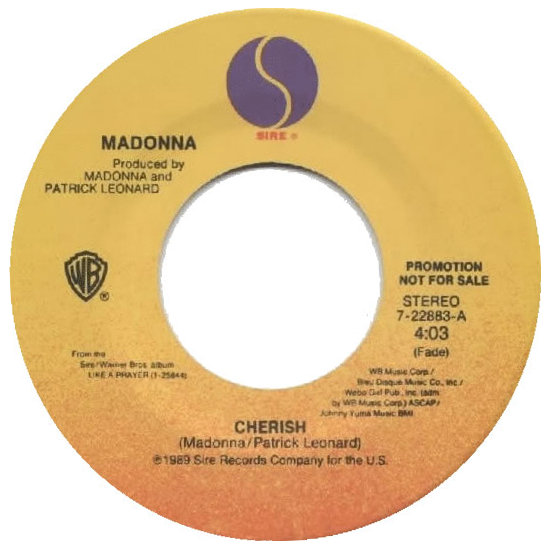
A Cherish kislemez amerikai promóciós kiadása

Az Egyesült Államokban a "Cherish" a Billboard Hot 100-as kislemezlista 37. helyén debütált. A következő héten a 28. helyezést érte el, és a hét legnagyobb dalává vált. Három hét elteltével a dal Top 5-ös dallá vált, a zeneipar prognosztikái szerint a dal Madonna 8. No. 1. dalává válik a Hot 100-as listán. A dal azonban versenytársakkal kényszerült szembenézni, mivel Janet Jackson "Miss You Much" című dala is szintén bekerült a Top 10-be ugyanazon a héten. A média a két énekesnőt egymás ellen ugrasztotta, és megpróbáltak rivalizálni egymás között. A dal végül 1989. október 7-én a 2. helyre került.  Ugyanazon a héten a "Miss You Much" a Hot 100-as lista élére került. A "Cherish" Madonna tizenkettedik egymást követő Top 5-ös slágere lett. A Hot 100-as listán a dal azonban nem volt jelen 15 hétnél tovább. A "Cherish" Madonna 16.Top 5-ös kislemeze lett a Hot 100-as listán.  A korábbi Madonna kislemezekkel ellentétben a "Cherish" nem volt tánchit, és nem jelent meg a Hot Dance Music / Club Play listán, de felkerült a Hot Adult Contemporary listára, a harmadik helyre a Live to Tell és a La Isla Bonita után. A Billboard év végi összesített listáján a dal az 59. helyezést érte el, és az Adult Contemporary listán is a 31. helyre került az év végi összesítésben. Kanadában a dal a 80. helyen debütált az RPM Singles listán 1989. augusztus 14-én. A dal a slágerlistás tartózkodás 9. hetében elérte az első helyezést, és két hétig maradt ebben a pozícióban. A dal 17 héten keresztül volt listás helyezés, és 1989-ben a harmadik legkelendőbb kanadai kislemez volt.  A dal szintén első helyezést ért el az RPM Adult Contemporary listán is a 7. héten.
1989. szeptember 1-én a "Cherish" megjelent az Egyesült Királyság kislemezlista 16. helyén. A következő héten a 3. helyre került a dal, és ezzel Madonna 21. Top 10-es slágerévé vált. A hivatalos adatok szerint a dalból 200.000 példányt értékesítettek a országban. A dal 1989. szeptember 17-én került fel az ausztrál kislemezlista 17. helyére, majd a 4. helyezett lett, 16 héten át a slágerlistán maradva. Hollandiában a dal a 24. helyen debütált a Top 40-es listán, és következő héten 15. helyezett lett. A "Cherish" Európa szerte Top 10-es sláger lett, és az European Top 100-as kislemezlistán is az 5. helyezést érte el. Az 1989. október 21-i héten az európai rádióállomások egyik legnépszerűbb dala volt.

## Videóklip

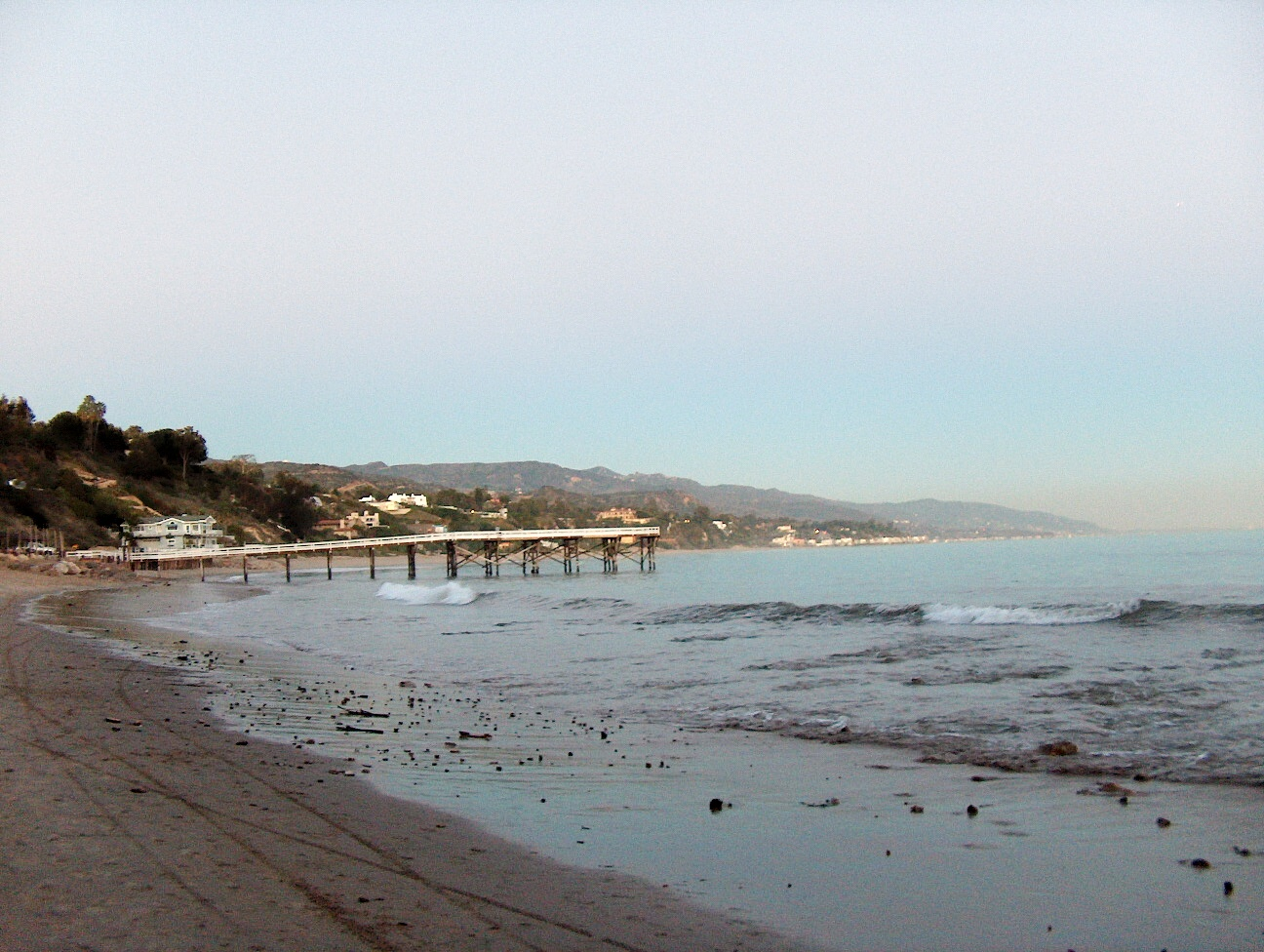
A videót a kaliforniai Malibuban található Paradise Cove strandon készítették

A "Cherish" fekete-fehér videoklip, melyet 1989 júliusában forgattak a Kaliforniai Paradise Cove Beach-en Malibuban. A világpremierre az MTV-n 1989. augusztus 21-én került sor. Ritts, aki a klipet rendezte abban az időben Madonna kedvenc fotósa volt, ezért felkérte őt a klip megrendezésére. Ritts ezt válaszolta Madonnának: "De én még mindig csak egy fotós vagyok, nem tudok semmit a filmforgatásról". Erre Madonna így reagált: "Nos, van néhány heted a tanuláshoz". A rendező egy Super 8-as filmkamerával gyakorolt,miközben Hawaii-on készített felvételeket. Visszatérése után megerősítette Madonnának a rendezői szándékát, és két héttel később leforgatták a klipet. Francois Quintin nagyon élénknek találta a klipet egy 1999-es interjú során nyilatkozva.
A videóban Ritts a mermanokat (férfisellők) természetes élőhelyükön akarta ábrázolni, de Madonna elgondolkodott az ötletről, és azt akarta, hogy ő maga látszódjon, de a mermanokat is meg akarta őrizni. A klipben négy férfi szerepelt, az egyikük Tony Ward volt, aki Madonna későbbi barátja lett, és másik három férfi a közeli Pepperdien egyetem vízilabda játékosai közül. Négy merman farkat szilárd, rendkívül rugalmas gumiból öntöttek, melynek súlya kb. 18 font (8,16 kg) volt. Erre azért volt szükség, hogy semlegesen úszóvá váljanak a vízben, mivel a könnyebb farok lebegett, ami az úszók fejét lefelé nyomta a vízben. A videó fekete-fehérben való forgatása azért volt, mert a víz nagyon hideg volt, és Madonna sápadt arca még fehérebb lett.
Maura Johnston a Rolling Stone-től úgy gondolta, hogy a klip a megjelenés után az MTV tűzőkapoccsá vált, melyben a könnyű kikapcsolódás a tengerparton volt a fő témája azután, hogy a Like a Prayer és az Express Yourself sokkolóként hatott. Fouz-Hernández a "Cherish"-ben összefüggő zene és képek közötti összefüggéseket vezette le, mondván kiegészítik egymást, mely arra ösztönzi a nézőt, hogy ismét megnézze a klipet. Fouz Hernández a magasság és a mélység kiegyensúlyozottságáról beszélt a videóról. A mermanok vizuális ábrázolása és a videóban használt megvilágításra Ritts még mindig a "The Male Nude Bubble" címen készült fényképe befolyásolta, mely egy óriási víztartályban meztelen férfi modelleket mutatott. A képek tulajdonsága, beleértve a modellek úszó jellegét is, jelen volt az úszás és a mermanok pózolása során.
Carol Vernallis, az Experiencing Music Video írója homoerotikus összefüggéseket talált Madonna és a merman között. A videóban szereplő mermanok a saját, önálló világukban léteznek, ahol biológiai és társadalmi szempontból egyaránt szaporodnak. Az a tény, hogy a mermanoknak nem volt nemi szerve, Vernallis azt hitte, hogy a videó Ritts más munkáival, nevezetesen a pénisz nélküli homoerotikus szobrászattal társítja őket. A pénisz különböző jelentéssel bírt, beleértve a szexuális és keresztény szimbolizmust. Mivel a kortárs művészetben a merman képek ritkák, míg a sellők gyakoriak, ezeket néha tündéreknek nevezik, részben azért mert nem ismert hogy miként alakultak ki. Vernallis úgy vélte, hogy a videóban szereplő mermanok rejtélye és hihetetlensége döntő szerepet játszik. Soha nem látszottak közvetlenül a kamerában, és gyakran eltűnnek a nézőpontból. Mivel a láthatatlanság a homoszexuális közösség központi témája, a szerző számára ez valóban az elnyomást, és a vágyakozást ábrázolja, mely soha nem látszott.

## Élő előadások és feldolgozások

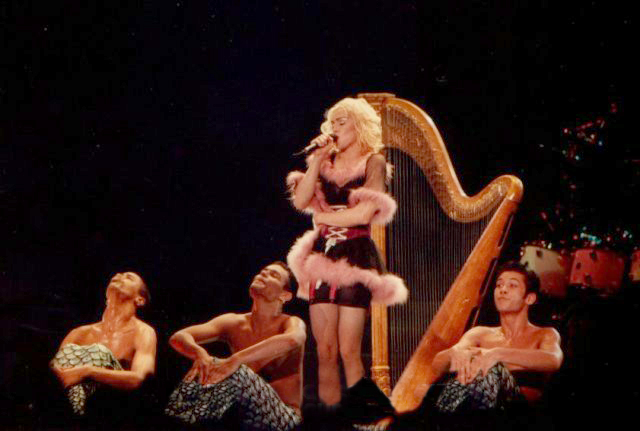
Madonna a Cherish előadás közben a Blond Ambition turnén (1990)

Madonna a dalt az 1990-es Blond Ambition World Tour-on adta elő. Ezzel szemben az előadás tükrözi a videoklipben szereplő történéseket. Madonna három táncossal jelent meg, akik mermennek öltöztek. Carol Clerk a Madonnastyle könyvében megjegyezte, hogy az énekesek az előadás során viselt ruhája a show legegyszerűbb és egyben legpuhább jelmeze is volt. Egy fekete mini ruhából állt, melyet Nyugat-Afrikai gólya motívumokkal díszítettek, melyet marabunak hívtak. Madonna hárfán játszott a táncosok körében, miközben a kórus alatt a táncosok egymáshoz csatlakoztak. Guilbert úgy érezte, hogy az előadás dexualizálja a férfiakat, mivel őket az imádási tárgyakhoz csatolták, mint például a három mermen táncos. Ezt a nézetet osztotta Mark Bego a Madonna Blonde Ambition szerzője, aki azt mondta, hogy "Madonna és lányai nagyon lányos üzemmódba kerültek, de azt az érzést keltik, hogy felelőssek azért, hogy mermenekkel játszanak, vagy ugratják őket."  Az előadásnak két különböző felvételét rögzítették. Az egyik a Blond Ambition Japan Tour 90, melyet Jokohama-ban rögzítettek 1990. április 27-én, illetve a Blond Ambition World Tour Live, melyet Franciaországban 1990. augusztus 5-én rögzítettek.
Renato Russo brazil énekes a dal akusztikus változatát adta elő az 1994-es The Stonewall Celebration Concert albumát. Ezt a változatot Alvaro Neder, az AllMusic kritikusa is értékelte. A Virgin Voices 2000. évi válogatás albumán, A Tribute To Madonna, vol. 2. a dalt a Loop Guru worldbeat csoportjának feldolgozása tartalmazza. A dalt a The Players alternatív együttes is feldolgozta 2007-es Madonna tribute összeállítási albumára.

## Számlista
| - US / CA 7-inch vinyl and cassette single 1. "Cherish" (7" version) – 4:03 2. "Supernatural" – 5:12 - US / CA 7-inch promo vinyl single 1. "Cherish" (fade) – 4:03 2. "Cherish" (LP version) – 5:03 3. "Supernatural" – 5:12 | - UK 7-inch vinyl single 1. "Cherish" – 4:03 2. "Supernatural" – 5:12 - UK 12-inch vinyl single 1. "Cherish" (extended version) – 6:18 2. "Cherish" (7" version) – 4:03 3. "Supernatural" – 5:12 |

## Közreműködő személyzet
- Madonna  – dalszerző, producer
- Patrick Leonard  – dalszerző, producer, remixer, rendező
- James Guthrie – keverés
- Herb Ritts  – borító fényképek
- Jeri Heiden – kalligráfia, műalkotás
- Marilyn Martin  – háttérvokál

## Slágerlista
| Slágerlista (1989)                       | Legjobb helyezések |
| ---------------------------------------- | ------------------ |
| Ausztrália (ARIA)                        | 4                  |
| Ausztria (Ö3 Austria Top 40)             | 16                 |
| Belgium (Ultratop 50 Flanders)           | 7                  |
| Kanada Top Singles (RPM)                 | 1                  |
| Kanada Adult Contemporary Tracks (RPM)   | 1                  |
| Denmark (IFPI)                           | 6                  |
| European Airplay Top 50 (Music & Media)  | 1                  |
| European Hot 100 Singles (Music & Media) | 5                  |
| Franciaország (Single Top 100)           | 21                 |
| Írország (IRMA)                          | 2                  |
| Hollandia (Top 40)                       | 15                 |
| Hollandia (Single Top 100)               | 7                  |
| Új-Zéland (Recorded Music NZ)            | 5                  |
| Norvégia (VG-lista)                      | 10                 |
| Poland (LP3)                             | 7                  |
| Portugal (AFP)                           | 3                  |
| Spain (PROMUSICAE)                       | 10                 |
| Svájc (Schweizer Hitparade)              | 10                 |
| Egyesült Királyság (UK Singles Chart)    | 3                  |
| US Billboard Hot 100                     | 2                  |
| US Adult Contemporary (Billboard)        | 1                  |
| Németország (Media Control Charts)       | 16                 |

| Slágerlista (1989)                       | Helyezések |
| ---------------------------------------- | ---------- |
| Australia (ARIA)                         | 47         |
| Belgium (Ultratop Flanders)              | 84         |
| Canada Top Singles (RPM)                 | 9          |
| European Hot 100 Singles (Music & Media) | 54         |
| US Billboard Hot 100                     | 59         |
| US Adult Contemporary (Billboard)        | 31         |

## Minősítések
| Ország                   | Minősítés | Eladás  |
| ------------------------ | --------- | ------- |
| Ausztrália (ARIA)        | arany     | 35.000  |
| Egyesült Királyság (BPI) |           | 200.000 |